# Rivière Abraham-Bell
Pour les articles homonymes, voir Abraham (homonymie).
La rivière Abraham-Bell coule successivement dans les municipalités de Saint-Mathieu-de-Rioux, de Sainte-Françoise et de Saint-Jean-de-Dieu, dans la municipalité régionale de comté (MRC) de Les Basques, dans la région administrative du Bas-Saint-Laurent, au Québec, au Canada.
La rivière Abraham-Bell est un affluent de la rive nord de la rivière Boisbouscache laquelle coule vers l'ouest jusqu'à la rive nord-est de la rivière des Trois Pistoles ; cette dernière coule vers le nord jusqu'au littoral sud-est du fleuve Saint-Laurent où elle se déverse dans la municipalité de Notre-Dame-des-Neiges, dans la municipalité régionale de comté (MRC) des Basques.

## Géographie
La rivière Abraham-Bell prend sa source à l'embouchure du lac Abraham-Bell (longueur : 1,0 km ; altitude : ? m), située dans une petite vallée en zone forestière, entre la rivière aux Bouleaux (rivière Boisbouscache) et la rivière Boisbouscache, au cœur des Monts Notre-Dame. Cette source est située à 19,7 km au sud-est du littoral sud-est de l'estuaire du Saint-Laurent, à 13,6 km au nord-est du centre du village de Saint-Jean-de-Dieu et à 13,1 km au sud-est du centre du village de Sainte-Françoise et à 3,4 km au nord-est du centre du village de Saint-Médard.
À partir du lac Abraham-Bell, la rivière Abraham-Bell coule sur 10,6 km à travers le massif des Appalaches, répartis selon les segments suivants :
- 2,8 km vers le sud-ouest dans Saint-Mathieu-de-Rioux, jusqu'au pont de la route 296 ;
- 0,2 km vers le sud-ouest, jusqu'à la limite de Saint-Jean-de-Dieu ;
- 2,7 km vers le sud-ouest, jusqu'à la limite de la municipalité de Sainte-Françoise ;
- 2,5 km vers le sud-ouest, jusqu'à la limite de Saint-Jean-de-Dieu ;
- 2,4 km vers le sud-ouest, jusqu'à sa confluence[2].

La rivière Abraham-Bell se déverse dans Saint-Jean-de-Dieu sur la rive nord de la rivière Boisbouscache, laquelle coule vers l'ouest jusqu'à la rive nord-est de la rivière des Trois-Pistoles. La confluence de la rivière Abraham-Bell" est située à 1,8 km en amont du pont du chemin du "rang de la Rallonge Est" et à 0,8 km de la confluence du cours d'eau Sénéchal (venant du sud).

## Toponymie
Le toponyme rivière Abraham-Bell a été officialisé le 11 juin 1982 à la Commission de toponymie du Québec.